# Erythrogonia separata
Erythrogonia separata är en insektsart som beskrevs av Melichar 1926. Erythrogonia separata ingår i släktet Erythrogonia och familjen dvärgstritar. Inga underarter finns listade i Catalogue of Life.